# Gemini Suite
Gemini Suite är ett musikalbum inspelad i De Lane Lea i mars 1971. Skivan släpptes i oktober samma år och innehåller ett verk av kompositören och musikern Jon Lord. Det är Jon Lords första soloprojekt. Dirigenten Malcolm Arnold, som 1969 hjälpte Lord i arbetet med "Concerto for Group and Orchestra", dirigerade the London Symphony Orchestra även denna gång. 2008 utkom albumet som CD. 2019 kom en remastrad utgåva av LP-skivan. Skivan hade en ny omslagsbild.

## Innehåll och medverkande
- Side one:

1. Guitar: Albert Lee
2. Piano: Jon Lord
3. Drums: Ian Paice
- Side two:

4. Vocals: Yvonne Elliman och Tony Ashton
5. Bass guitar: Roger Glover
6. Organ: Jon Lord

### Produktionsfakta
- Kompositör Jon Lord
- Sångtexter Jon Lord
- Inspelad i Abbey Road och De Lane Lea studios, London, mars 1971
- Studiopersonal: Mike Gray, Philip McDonald, Dave Stock
- Mixad av Martin Birch
- (2008 release) Bandarkivering, ljudrestaurering och digital remastering: Nick Watson, Fluid Studio

## Gemini Suite Live
Gruppen Deep Purple, där Lord spelade Hammondorgel, uppförde verket i the Royal Festival Hall 17 september 1970. En inspelning av konserten har getts ut på CD.
Konserten 1970 var uppdelad i 3 satser, något annorlunda indelade än studioinspelningen 1971. 
1. First Movement: Guitar, Organ
- Gitarr - Solist: Ritchie Blackmore
- Orgel - Solist: Jon Lord

2. Second Movement: Voice, Bass
- Sång - Solist: Ian Gillan
- Basgitarr - Solist: Roger Glover

3. Third Movement: Drums, Finale
- Trummor - Solist: Ian Paice
- Piano - Solist: Jon Lord